# 中興公園

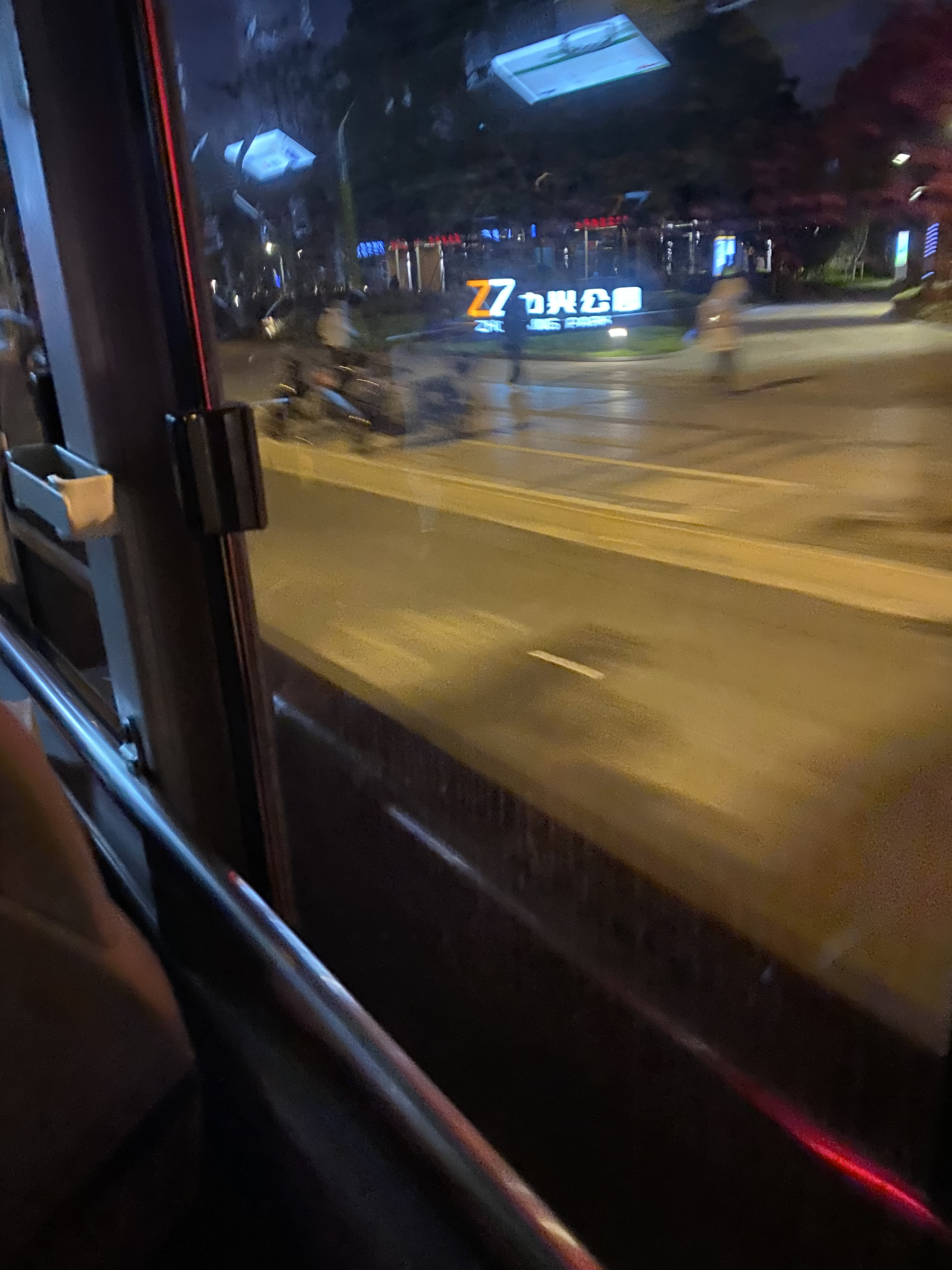
中興公園

中興公園原名中興綠地，是中華人民共和國上海市靜安區的一個公園，占地面積约3.5万平方米。中兴公园东至止园路、南至中兴路、西至西藏北路、北至中华新路。公園於2012年10月建成。2016年，公園被當局定位為开放式绿地，並進行改造。公園於2021年11月15日重新開放。